# Элюар, Хуан Хосе де
Хуан Хосе де Элюар (исп. Juan José de Elhuyar; 15 июня 1754, Логроньо — 20 сентября 1796, Богота) — испанский и колумбийский минералог и химик баскского происхождения, брат химика Фаусто де Элюара, первооткрыватель вольфрама (совместно с братом и параллельно со шведским химиком Карлом Шееле).

## Биография
Родился в 1755 году в городке Логроньо в испанской провинция Ла-Риоха, в семье французских басков, уроженцев города Аспаррена. В 1773—1777 годах вместе с братом изучал в Париже медицину, естественные и точные науки. После этого вернулся в Испанию. Занимался в основном минералогией. 
В том же 1780 году (по другим данным, в 1783) вместе с братом  получил из привезённого из Саксонии (из Рудных гор) образца минерала вольфрамита растворимой в аммиаке жёлтой окиси нового металла, а затем и самого металла, получившего название вольфрам. Параллельно, в Швеции Карл Шееле в 1781 году приблизился к тому же результату, обрабатывая азотной кислотой минерал, в дальнейшем получивший его имя (шеелит), в результате чего получил триоксид вольфрама WO3. Тем не менее, приоритет в выделении чистого вольфрама остался за братьями Элюар.
В 1784 году уехал в испанские колонии в Новом Свете, где проживал в городе Богота (ныне столица Колумбии) и вплоть до своей смерти в 1796 году являлся главноуправляющим испанских Королевских (казённых) рудников в вице-королевстве Новая Гранада.